# Ламбари-д’Уэсти
Ламбари-д’Уэсти (порт. Lambari d'Oeste) — муниципалитет в Бразилии, входит в штат Мату-Гросу. Составная часть мезорегиона Юго-запад штата Мату-Гроссу. Входит в экономико-статистический микрорегион Жауру. Население составляет 3535 человек на 2006 год. Занимает площадь 1337,245 км². Плотность населения — 2,6 чел./км².

## Статистика
- Валовой внутренний продукт на 2003 год составляет 43 442 097,00 реалов (данные: Бразильский институт географии и статистики).
- Валовой внутренний продукт на душу населения на 2003 год составляет 10 739,70 реалов (данные: Бразильский институт географии и статистики).
- Индекс развития человеческого потенциала на 2000 год составляет 0,692 (данные: Программа развития ООН).